# Toplice Topusko
Toplice Topusko ili Top Terme Topusko je termalno lječilište smješteno u Sisačko-moslavačkoj županiji u općini Topusko. 
Lječilište Topusko ima dva hotela “Toplica” i “Petrova gora” čiji je kapacitet 520 ležajeva s cijelim nizom popratnih sadržaja, uslužnih i rekreacijskih. Voda je korištena za vrijeme Rimljana. Temperatura vode je 80 °C, na izvoru. Termalna voda je pogodna za liječenje i rehabilitaciju oboljenja i ozljeda nervnog, mišićnog i lokomotornog sustava. Termalna voda izbija iz 1500 m dubine i vulkanskog je podrijetla.